# Черкасов Володимир Олександрович
Володи́мир Олекса́ндрович Черка́сов — майор Збройних сил України.
Станом на березень 2017-го — начальник відділення, 80-та бригада.

## Нагороди
За особисту мужність і високий професіоналізм, виявлені у захисті державного суверенітету та територіальної цілісності України, вірність військовій присязі, відзначений — нагороджений
- орденом Богдана Хмельницького III ступеня (3.7.2015)